# Неустроєв Олександр Леонідович
Олександр Леонідович Неустроєв (нар. 6 листопада 1949, Макіївка — пом. 29 квітня 2006) — український державний діяч, Міністр промислової політики України у 2004–2005 роках, академік Академії інженерних наук України.

## Біографія
Народився 6 листопада 1949 року у місті Макіївці Сталінської області. В 1972 році закінчив Донецький політехнічний інститут. Пройшов трудовий шлях від конструктора проектного відділу до заступника начальника технічного відділу, начальника управління зовнішньоекономічної діяльності ВАТ «Донецький металургійний завод». У 1997–1999 роках — заступник голови правління ВАТ «Костянтинівський металургійний завод». З квітня 1999 по 2002 рік — голова правління — генеральний директор ВАТ «Нікопольський південнотрубний завод». Був членом політичної партії «Трудова Україна». З 2003 року — директор Департаменту організації виробництва і господарської діяльності Національного банку України. З 11 січня 2004 по 3 лютого 2005 року — Міністр промислової політики України. У 2005–2006 — виконувач обов'язків голови правління — генерального директора ВАТ «Нікопольський завод феросплавів».
З грудня 2005 року був кандидатом в народні депутати України від партії «Віче», № 7 в списку.

Могила Олександра Неустроєва

Помер 29 квітня 2006 року. Похований в Києві на Байковому кладовищі (ділянка № 52а).

## Відзнаки
Нагороджений орденами «За розбудову України» імені М. Грушевського IV ступеня, «Святий князь Володимир» IV ступеня.